# Michel Gandoger
Michel Gandoger, född den 10 maj 1850 i Arnas, död den 4 oktober 1926 i Arnas, var en fransk mykolog.
Auktorsnamnet Gand. kan användas för Michel Gandoger i samband med ett vetenskapligt namn inom botaniken; se Wikipediaartiklar som länkar till auktorsnamnet.